# 4-та військова база (РФ)
4-та гвардійська Вапнярсько-Берлінська Червонопрапорна, орденів Суворова та Кутузова військова база (в/ч 66431) — база Збройних сил РФ. Розташована у Південній Осетії, на окупованій території Грузії. З'єднання перебуває у складі 58-ї загальновійськової армії Південного військового округу.

## Історія
Офіційно база була сформована 1 лютого 2009 року на базі 693-го гвардійського та 135-го мотострілецьких полків 19-ї мотострілецької дивізії. 7 квітня 2010 року Міністрами оборони Росії Анатолієм Сердюковим та Південною Осетією Юрієм Танаєвим було підписано Угоду про об'єднану російську військову базу на території Південної Осетії.

### Російсько-українська війна
У березні 2022 року, після початку повномасштабного вторгнення Росії в Україну, особовий склад двох батальйонно-тактичних груп бази (близько 300 військових) відмовився від участі у бойових діях на території України.

## Склад
- керування;
- 1-й мотострілковий батальйон;
- 2-й мотострілковий батальйон;
- 3-й мотострілковий батальйон;
- танковий батальйон;
- 1-й гаубичний самохідно-артилерійський дивізіон;
- 2-й гаубичний самохідно-артилерійський дивізіон;
- реактивний артилерійський дивізіон;
- протитанковий артилерійський дивізіон;
- зенітний ракетно-артилерійський дивізіон;
- розвідувальний батальйон;
- інженерно-саперний батальйон;
- батальйон управління (зв'язку);
- ремонтно-відновлювальний батальйон;
- батальйон матеріального забезпечення;
- стрілецька рота (снайперів);
- рота БПЛА;
- рота РХБЗ;
- рота РЕБ;
- комендантська рота;
- медична рота;
- батарея управління та артилерійської розвідки (начальника артилерії);
- взвод управління та радіолокаційної розвідки (начальника протиповітряної оборони);
- взвод управління (начальника розвідувального відділення);
- взвод інструкторів;
- полігон;
- оркестр.

## Втрати

### Не бойові
21 грудня 2021 року п'ятеро російських військовослужбовців 4 ВБ загинули під сніговою лавиною, що зійшла на Транскавказьку магістраль.